# Nati nel 1944/Dicembre
| Questa pagina contiene informazioni ricavate automaticamente dalle voci biografiche con l'ausilio del template Bio e di un bot. L'aggiornamento è periodico e automatico e ricostruisce completamente la pagina. Se manca una persona in questa lista, sei pregato di non aggiungerla, ma accertati piuttosto che la sua voce biografica contenga il template Bio e che i dati anagrafici siano correttamente compilati. Se il template Bio manca, inseriscilo tu stesso o, in alternativa, metti l'avviso {{tmp\|Bio}} che ne segnala la mancanza. Se i dati riportati sono sbagliati, correggi direttamente la voce biografica; le modifiche saranno visibili in questa lista entro pochi giorni. Per chiarimenti vedi il progetto biografie. La lista contiene solo le 231 persone che sono citate nell'enciclopedia e per le quali è stato implementato correttamente il template Bio. Pagina aggiornata al 10 ago 2025. |

- 1º dicembre - Pierre Arditi, attore francese
- 1º dicembre - Tahar Ben Jelloun, scrittore, poeta e saggista marocchino
- 1º dicembre - Eric Bloom, cantante, chitarrista e tastierista statunitense
- 1º dicembre - Noëlle Boisson, montatrice francese
- 1º dicembre - Salvador Cañellas, pilota motociclistico e pilota di rally spagnolo
- 1º dicembre - John Densmore, batterista statunitense
- 1º dicembre - Michael W. Hagee, generale statunitense
- 1º dicembre - Nicandro Izzo, militare italiano († 1983)
- 1º dicembre - Joe Nickell, scrittore statunitense († 2025)
- 1º dicembre - Daniel Pennac, scrittore e docente francese
- 1º dicembre - Demetrius Plessas, ex calciatore greco
- 1º dicembre - Francesco Maria Raimondo, botanico italiano
- 1º dicembre - Rafael Santana, allenatore di calcio e ex calciatore spagnolo
- 2 dicembre - Cathy Lee Crosby, attrice e ex tennista statunitense
- 2 dicembre - Egidio Pedrini, politico italiano († 2023)
- 2 dicembre - Ibrahim Rugova, politico e scrittore kosovaro († 2006)
- 2 dicembre - Dionysis Savvopoulos, cantante greco
- 2 dicembre - Botho Strauß, drammaturgo e scrittore tedesco
- 3 dicembre - Jan Johansen, ex canoista norvegese
- 3 dicembre - Lars-Erik Larsson, ex schermidore svedese
- 3 dicembre - Ralph McTell, cantautore e chitarrista inglese
- 3 dicembre - Paul Nicholas, attore, cantante e produttore teatrale inglese
- 3 dicembre - António Variações, cantautore portoghese († 1984)
- 4 dicembre - Paolo Cantarella, ingegnere e dirigente d'azienda italiano
- 4 dicembre - Craig Doerge, tastierista e compositore statunitense
- 4 dicembre - Chris Hillman, chitarrista e bassista statunitense
- 4 dicembre - Herbert Huber, sciatore alpino austriaco († 1970)
- 4 dicembre - François Migault, pilota automobilistico francese († 2012)
- 4 dicembre - Alena Valčėckaja, ex ginnasta sovietica
- 4 dicembre - Miroslav Vardić, calciatore jugoslavo († 2018)
- 4 dicembre - Dennis Wilson, musicista, cantante e attore statunitense († 1983)
- 5 dicembre - Hideyuki Ashihara, karateka e maestro di karate giapponese († 1995)
- 5 dicembre - Renato Cunha Valle, ex calciatore brasiliano
- 5 dicembre - Jeroen Krabbé, attore e regista olandese
- 5 dicembre - Jürgen Kriz, psicologo tedesco
- 5 dicembre - Tonny Lindberg, cantante e chitarrista svedese († 2019)
- 5 dicembre - Shan Mao, attore hongkonghese († 1977)
- 5 dicembre - Aldo Schiavone, storico e saggista italiano
- 5 dicembre - José Vilaplana Blasco, vescovo cattolico spagnolo
- 6 dicembre - Marcello Barberio, politico e scrittore italiano
- 6 dicembre - Kit Culkin, attore teatrale statunitense
- 6 dicembre - Willie Hutch, cantante, chitarrista e compositore statunitense († 2005)
- 6 dicembre - Jonathan King, cantautore, produttore discografico e imprenditore britannico
- 6 dicembre - Arnon Milchan, produttore cinematografico israeliano
- 6 dicembre - Juan Norat, calciatore spagnolo († 2021)
- 7 dicembre - A. J. Antoon, regista teatrale statunitense († 1992)
- 7 dicembre - Daniel Chorzempa, organista, clavicembalista e compositore statunitense († 2023)
- 7 dicembre - Geeta Iyengar, insegnante indiana († 2018)
- 7 dicembre - Mino Reitano, cantautore, compositore e attore italiano († 2009)
- 7 dicembre - Peter Ristner, sciatore alpino svedese († 2022)
- 7 dicembre - Gianni Smaniotto, imprenditore italiano († 1995)
- 8 dicembre - George Baker, cantautore olandese
- 8 dicembre - Horst Enzensberger, storico, diplomatista e medievista tedesco
- 8 dicembre - Bertie Higgins, cantautore statunitense
- 8 dicembre - Ted Irvine, ex hockeista su ghiaccio canadese
- 8 dicembre - Malik Jabir, allenatore di calcio e ex calciatore ghanese
- 8 dicembre - Renato Laghi, ex ciclista su strada italiano
- 8 dicembre - Omar Pkhak'adze, pistard sovietico († 1993)
- 8 dicembre - Pietro Squeglia, politico italiano
- 9 dicembre - Salvatore Agresta, docente e pedagogista italiano
- 9 dicembre - Maria Elena Berini, religiosa e missionaria italiana
- 9 dicembre - Risto Björlin, ex lottatore finlandese
- 9 dicembre - Alberto Brigo, politico italiano († 2002)
- 9 dicembre - Gerry Browne, ex calciatore trinidadiano
- 9 dicembre - Giacomo Dalla Torre del Tempio di Sanguinetto, archeologo e religioso italiano († 2020)
- 9 dicembre - Francesco Divella, politico e imprenditore italiano
- 9 dicembre - Ivone Gebara, teologa e religiosa brasiliana
- 9 dicembre - Neil Innes, cantante, attore e polistrumentista britannico († 2019)
- 9 dicembre - Vasō Papandreou, politica greca († 2024)
- 10 dicembre - Andris Bērziņš, politico lettone
- 10 dicembre - Mario Citroni, latinista italiano
- 10 dicembre - Roland Gumpert, ingegnere e imprenditore tedesco
- 10 dicembre - Andro Linklater, scrittore e storico scozzese († 2013)
- 10 dicembre - Roy Sinclair, calciatore inglese († 2013)
- 10 dicembre - Albertina Soliani, politica italiana
- 10 dicembre - Tisha Sterling, attrice statunitense
- 11 dicembre - Lynda Day George, attrice statunitense
- 11 dicembre - Teri Garr, attrice statunitense († 2024)
- 11 dicembre - Brenda Lee, cantante statunitense
- 11 dicembre - Gianni Morandi, cantante, attore e conduttore televisivo italiano
- 11 dicembre - Walter Parussini, ex arbitro di calcio italiano
- 11 dicembre - Ennio Preatoni, ex velocista italiano
- 11 dicembre - Mauro Pregliasco, ex pilota automobilistico e imprenditore italiano
- 11 dicembre - Dámaso Rodríguez Martín, serial killer spagnolo († 1991)
- 11 dicembre - Cindy Wiginton, cestista statunitense († 2020)
- 12 dicembre - Alex Acuña, batterista e percussionista peruviano
- 12 dicembre - Silvano Bassetti, politico e architetto italiano († 2008)
- 12 dicembre - Diana Bracho, attrice messicana
- 12 dicembre - Mario Chiesa, politico e dirigente d'azienda italiano
- 12 dicembre - Kenneth Cranham, attore britannico
- 12 dicembre - Rob Tyner, cantante statunitense († 1991)
- 12 dicembre - Sandra Faber, astronoma e astrofisica statunitense
- 12 dicembre - Paul Harris, tastierista, polistrumentista e compositore statunitense († 2023)
- 12 dicembre - Ron Kozlicki, ex cestista statunitense
- 12 dicembre - Michael Lang, imprenditore statunitense († 2022)
- 12 dicembre - Andrea Nannini, pallavolista e allenatore di pallavolo italiano († 2021)
- 12 dicembre - Livio Pepino, magistrato italiano
- 13 dicembre - Sandro Balletto, politico italiano
- 13 dicembre - Tommy Gibb, ex calciatore scozzese
- 13 dicembre - Vladimir Gundarcev, biatleta sovietico († 2014)
- 13 dicembre - Guido Mannari, attore italiano († 1988)
- 13 dicembre - Luigi Merati, fumettista italiano
- 13 dicembre - Leo, fumettista brasiliano
- 13 dicembre - Aleksandr Stefanovič, regista e produttore cinematografico russo († 2021)
- 13 dicembre - Marti Webb, attrice e cantante inglese
- 14 dicembre - Ljiljana Buttler, cantante serba († 2010)
- 14 dicembre - Ryszard Szymczak, calciatore polacco († 1996)
- 14 dicembre - Denis Thwaites, calciatore inglese († 2015)
- 14 dicembre - Jon Terje Øverland, ex sciatore alpino norvegese
- 15 dicembre - Lanfranco Bombelli, scacchista italiano († 2005)
- 15 dicembre - Anna Teresa Eugeni, attrice e doppiatrice italiana
- 15 dicembre - Michel Fuzellier, regista, illustratore e sceneggiatore francese
- 15 dicembre - Chico Mendes, sindacalista, politico e ambientalista brasiliano († 1988)
- 15 dicembre - Morgan Paull, attore statunitense († 2012)
- 15 dicembre - Milan Živadinović, calciatore e allenatore di calcio serbo († 2021)
- 15 dicembre - Abdessalam Giallud, politico e militare libico
- 16 dicembre - John Abercrombie, chitarrista statunitense († 2017)
- 16 dicembre - Jim Gibbons, politico, avvocato e ex militare statunitense
- 16 dicembre - Bob Lemieux, hockeista su ghiaccio e allenatore di hockey su ghiaccio canadese († 2025)
- 16 dicembre - Santo Versace, imprenditore, dirigente d'azienda e politico italiano
- 16 dicembre - Bernard Vifian, ciclista su strada e pistard svizzero († 2012)
- 16 dicembre - Nǃxau ǂToma, attore namibiano († 2003)
- 17 dicembre - Ferenc Bene, calciatore e allenatore di calcio ungherese († 2006)
- 17 dicembre - Jack L. Chalker, scrittore di fantascienza statunitense († 2005)
- 17 dicembre - Carlo Maria Croce, oncologo italiano
- 17 dicembre - Craig Dill, ex cestista statunitense
- 17 dicembre - Harry Droog, ex canottiere olandese
- 17 dicembre - Bernard Hill, attore britannico († 2024)
- 17 dicembre - Stan Horne, ex calciatore inglese
- 17 dicembre - Nikolaj Ivanovič Kralin, compositore di scacchi russo
- 17 dicembre - Patrick Ollier, politico francese
- 17 dicembre - Enrique Porta, ex calciatore spagnolo
- 17 dicembre - Sergio Rossetti, allenatore di calcio e ex calciatore italiano
- 17 dicembre - Gian Mario Selis, ex politico italiano
- 18 dicembre - Jan N. Bremmer, storico delle religioni olandese
- 18 dicembre - Bernd Dörfel, ex calciatore tedesco
- 18 dicembre - Angela Richards, attrice e cantante britannica
- 18 dicembre - Gary Schull, cestista statunitense († 2005)
- 19 dicembre - Fred Callaghan, allenatore di calcio e calciatore inglese († 2022)
- 19 dicembre - William Christie, clavicembalista e direttore d'orchestra statunitense
- 19 dicembre - Paul Corner, storico inglese
- 19 dicembre - Mitchell Feigenbaum, matematico e fisico statunitense († 2019)
- 19 dicembre - Sata Isobe, pallavolista giapponese († 2016)
- 19 dicembre - Richard Leakey, paleontologo e politico keniota († 2022)
- 19 dicembre - Alvin Lee, chitarrista, cantante e compositore britannico († 2013)
- 19 dicembre - Gianmario Pellizzari, politico italiano († 2022)
- 19 dicembre - Tim Reid, attore, produttore televisivo e regista statunitense
- 19 dicembre - Pete Staples, bassista e cantante britannico
- 19 dicembre - Zal Yanovsky, chitarrista e cantante canadese († 2002)
- 20 dicembre - Bobby Colomby, batterista statunitense
- 20 dicembre - Antonio De Luca, fumettista italiano
- 20 dicembre - François Gernelle, informatico francese
- 20 dicembre - Mark Turenshine, cestista statunitense († 2016)
- 21 dicembre - Jacques Beurlet, calciatore belga († 2020)
- 21 dicembre - Renato Canova, allenatore di atletica leggera italiano
- 21 dicembre - Donald Chamberlin, informatico statunitense
- 21 dicembre - Renato Del Ponte, storico italiano († 2023)
- 21 dicembre - Hwang Jang-lee, attore, regista e artista marziale sudcoreano
- 21 dicembre - Ulli Lommel, attore, regista e produttore cinematografico tedesco († 2017)
- 21 dicembre - José Octavio Ruiz Arenas, arcivescovo cattolico colombiano
- 21 dicembre - James Sallis, scrittore, saggista e poeta statunitense
- 21 dicembre - Michael Tilson Thomas, direttore d'orchestra, pianista e compositore statunitense
- 22 dicembre - Steve Carlton, ex giocatore di baseball statunitense
- 22 dicembre - Claudio D'Amato Guerrieri, architetto e teorico dell'architettura italiano († 2019)
- 22 dicembre - Guido De Angelis, cantautore, compositore e arrangiatore italiano
- 22 dicembre - Mo Foster, bassista e compositore britannico († 2023)
- 22 dicembre - Checco Marsella, cantante e tastierista italiano
- 22 dicembre - Ernest Moniz, fisico e politico statunitense
- 22 dicembre - Benedetto Tuzia, vescovo cattolico italiano
- 22 dicembre - Natal'ja Ustinova, ex nuotatrice uzbeka
- 23 dicembre - Maurizio Amati, produttore cinematografico italiano
- 23 dicembre - Wesley Clark, generale statunitense
- 23 dicembre - Anna Foa, storica italiana
- 23 dicembre - Enneüs Heerma, politico olandese († 1999)
- 23 dicembre - Paolo Lombardi, attore e doppiatore italiano
- 23 dicembre - Elikia M'Bokolo, storico congolese (Repubblica Democratica del Congo)
- 23 dicembre - Costante Portatadino, politico italiano
- 24 dicembre - Regina Bartholomäus, ex cestista tedesca
- 24 dicembre - Paulo Borges, calciatore brasiliano († 2011)
- 24 dicembre - Oswald Gracias, cardinale e arcivescovo cattolico indiano
- 24 dicembre - Erhard Keller, ex pattinatore di velocità su ghiaccio tedesco occidentale
- 24 dicembre - Antonio La Forgia, politico italiano († 2022)
- 24 dicembre - Robin Partch, ex slittinista statunitense
- 24 dicembre - Tomislav Prosen, ex calciatore jugoslavo
- 24 dicembre - Woody Shaw, musicista e compositore statunitense († 1989)
- 24 dicembre - Salvatore Venuta, biologo e oncologo italiano († 2007)
- 25 dicembre - Simona Colarizi, storica italiana
- 25 dicembre - Ezio Damolin, combinatista nordico e saltatore con gli sci italiano († 2022)
- 25 dicembre - Germán García, scrittore e psicoanalista argentino († 2018)
- 25 dicembre - Richard Greenblatt, programmatore statunitense
- 25 dicembre - Jairzinho, ex calciatore e allenatore di calcio brasiliano
- 25 dicembre - Michel Laurent, cantante francese († 2023)
- 25 dicembre - Henry Vestine, chitarrista statunitense († 1997)
- 26 dicembre - Jesús Aranguren, calciatore e allenatore di calcio spagnolo († 2011)
- 26 dicembre - Bill Ayers, pedagogista e terrorista statunitense
- 26 dicembre - Reinhold Bachler, ex saltatore con gli sci austriaco
- 26 dicembre - Hartwig Bleidick, ex calciatore tedesco
- 26 dicembre - Julie Garwood, scrittrice statunitense († 2023)
- 26 dicembre - Lasse Hamre, ex sciatore alpino norvegese
- 26 dicembre - Akbar Kargarjam, ex calciatore iraniano
- 26 dicembre - Jane Lapotaire, attrice britannica
- 26 dicembre - Yvan Mainini, arbitro di pallacanestro e dirigente sportivo francese († 2018)
- 26 dicembre - Grazia Scuccimarra, attrice teatrale e regista teatrale italiana
- 26 dicembre - Pierangelo Sequeri, teologo, pedagogista e critico musicale italiano
- 27 dicembre - Bob Brown, politico e ambientalista australiano
- 27 dicembre - Mick Jones, chitarrista, compositore e produttore discografico britannico
- 27 dicembre - Ivan Milat, serial killer e criminale australiano († 2019)
- 27 dicembre - Hans Rosendahl, nuotatore svedese († 2021)
- 27 dicembre - Markus Werner, scrittore svizzero († 2016)
- 28 dicembre - Frank Card, cestista statunitense († 2021)
- 28 dicembre - Ernesto Franceschi, ex hockeista su ghiaccio italiano
- 28 dicembre - Johnny Isakson, politico statunitense († 2021)
- 28 dicembre - John Komlos, storico ungherese
- 28 dicembre - Kary Mullis, biochimico statunitense († 2019)
- 28 dicembre - Klyne Snodgrass, biblista e teologo statunitense
- 28 dicembre - Marco Solari, dirigente d'azienda svizzero
- 28 dicembre - Gianni Tanello, ex calciatore italiano
- 29 dicembre - Gilbert Adair, scrittore, critico cinematografico e giornalista britannico († 2011)
- 29 dicembre - Carlos Cardoso, allenatore di calcio e ex calciatore portoghese
- 29 dicembre - Joseph Dauben, storico della scienza statunitense
- 29 dicembre - Josef Elting, ex calciatore tedesco occidentale
- 30 dicembre - Lorenzo Cellerino, ex velocista italiano
- 30 dicembre - William J. Fallon, ammiraglio statunitense
- 31 dicembre - Renato Federici, giurista e scrittore italiano
- 31 dicembre - Taylor Hackford, regista e produttore cinematografico statunitense
- 31 dicembre - François Mathy, cavaliere belga
- 31 dicembre - Alfredo Meli, giocatore di baseball e allenatore di baseball italiano († 2010)
- 31 dicembre - Vladimir Musalimov, pugile sovietico († 2013)
- 31 dicembre - Neil Ross, doppiatore statunitense
- 31 dicembre - Eleanor Taylor Bland, scrittrice statunitense († 2010)
- 31 dicembre - Iêda Maria Vargas, modella brasiliana